# 傅公祠
傅公祠，位于山西省太原市杏花岭区鼓楼街道东缉虎营社区东缉虎营街35号 省政协院内。

## 保护
2000年9月21日，傅公祠公布为第二批太原市文物保护单位。